# Kensington (Nowy Jork)
Kensington – wieś w Stanach Zjednoczonych, w stanie Nowy Jork, w hrabstwie Nassau.